# Ковалик Іван Іванович
Іван Іванович Ковалик (16 лютого 1907, с. Млинів, тепер Ряшівського воєводства, Польща — 21 квітня 1989, Львів) — український мовознавець і педагог, доктор філологічних наук (з 1961), професор (з 1963).

## Біографія
Закінчив 1933 року Львівський університет.
Працював у різних установах, з 1944 — викладач, а з 1950 — завідувач кафедри української мови Львівського університету, з 1973 — завідувач кафедри української мови Івано-Франківського педагогічного інституту, в 1983—1985 був професором-консультантом Дрогобицького педагогічного інституту.
Мешкав у Львові на вулиці Квітки-Основ'яненка, у будинку № 14.
Помер 21 квітня 1989 року та похований на 7 полі Янівського цвинтаря.

## Праці
Більшість праць Ковалика зі словотвору:
- «Про Деякі питання слов'янського словотвору» (1958);
- «Вчення про словотвір» (в. 1-2, 1958-61);
- «Питання слов'янського іменникового словотвору» (1958);
- «Словотвір іменників у сербо-лужицьких мовах. Лекції для студентів з порівняльної граматики слов'янських мов» (1964);
- «Словотвір сучасної української літературної мови» (1979, у співавт.) та ін.

Займався також питаннями загального мовознавства, історії мовознавства, історії фонології, лексикології і семасіології, термінології, лексикографії та ін.
Досліджував мову Тараса Шевченка, Івана Франка, Василя Стефаника.
Розробив «Принципи укладання Словника мови творів Івана Франка» (1968), «Наукові основи побудови Словника мови художніх творів Івана Франка» (1971) і «Наукові основи побудови Словника мови художніх творів Василя Стефаника» (1972).
Співавтор книг «Художнє слово Василя Стефаника. Матеріали для словопокажчика до новел В. Стефаника» (1972), «Методика лінгвістичного аналізу тексту» (1984), «Загальне мовознавство. Історія лінгвістичної думки» (1985), «Лексика поетичних творів Івана Франка» (1990).
Автор програм із загального мовознавства та лінгвістичного аналізу тексту (для вищої школи).

## Нагороди
- медаль «За трудову відзнаку» (15.09.1961)
- медалі

## Вшанування пам'яті
1993 року одну з вулиць у житловому масиві Рясне-1, що у Львові назвали на честь професора Івана Ковалика.

2017 року кафедрі української мови Львівського національного університету імені Івана Франка присвоєно ім'я професора Івана Ковалика.

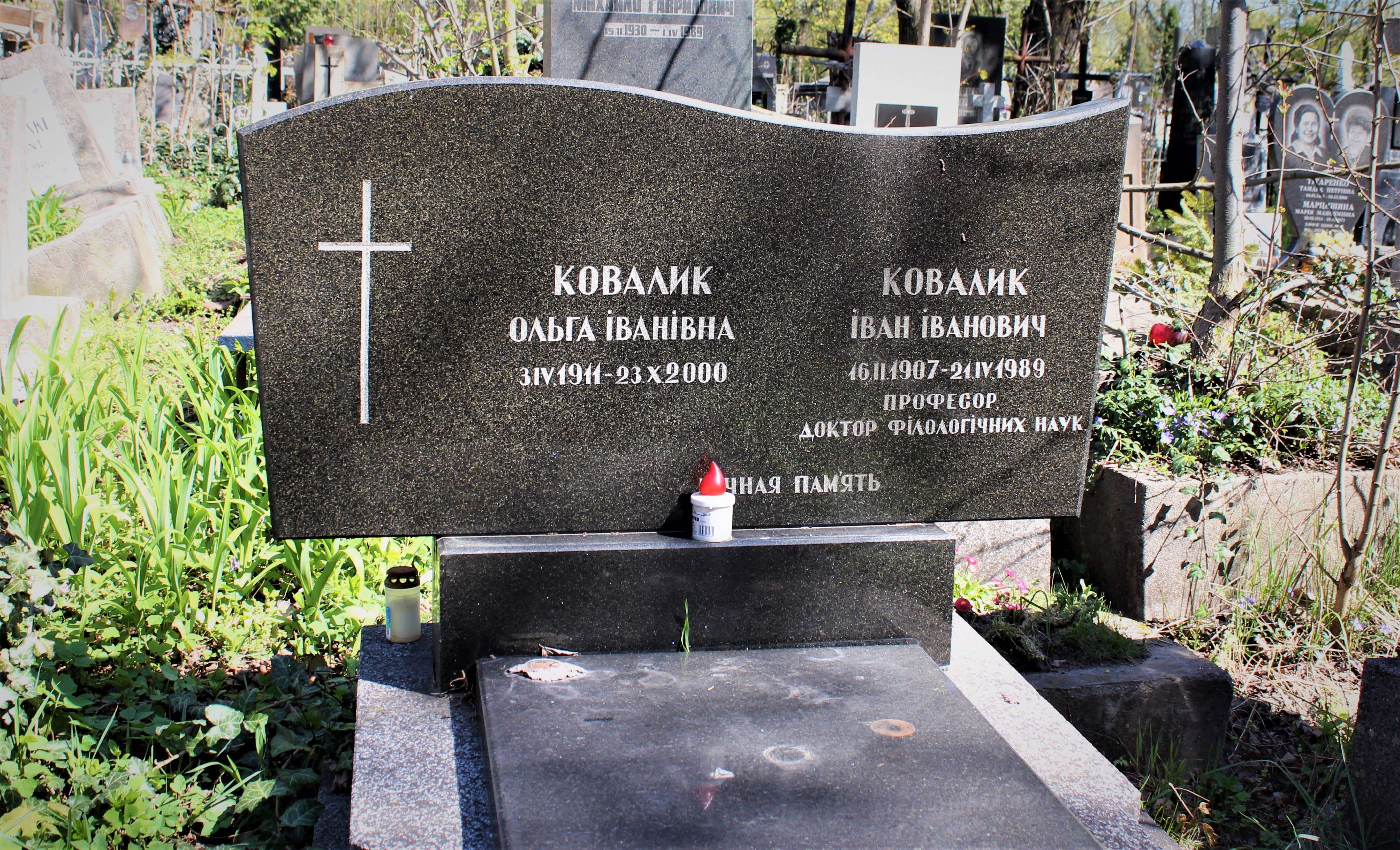
Надгробок родини Ковалик на Янівському цвинтарі у Львові